# Max Williamsen
Max Williamsen, né le 24 juillet 2003 en Norvège, est un footballeur norvégien, qui évolue au poste de défenseur central au Kristiansund BK.

## Biographie

### En club
Né en Norvège, Max Williamsen commence le football au Clausenengen FK avant de poursuivre sa formation au Kristiansund BK. Il signe son premier contrat professionnel avec ce club à l'âge de 15 ans, le 12 septembre 2018. Il est intégré pour la première fois à l'équipe première à 16 ans, en juillet 2019, jouant des matchs amicaux de présaison où il a l'occasion de se mesurer au Manchester United de Paul Pogba, se distinguant par ailleurs dans ce match avec un tacle décisif face au champion du monde français. 
Williamsen joue son premier match officiel deux ans après avoir signé son premier contrat, le 12 septembre 2020 face au Viking FK. Il entre en jeu à la place de Liridon Kalludra (en) et son équipe s'incline par cinq buts à trois.
Le 28 août 2022, Williamsen inscrit son premier but en professionnel, lors d'une rencontre de championnat contre le Lillestrøm SK. Titularisé ce jour-là, il permet à son équipe d'égaliser et d'obtenir le point du match nul (1-1),.

### En sélection
Max Williamsen représente l'équipe de Norvège des moins de 17 ans pour un total de quatre matchs joués en 2020.
Il est ensuite sélectionné avec les moins de 18 ans. Avec cette équipe il joue six matchs, tous en 2021.
Max Williamsen joue son premier match avec l'équipe de Norvège espoirs contre l'Écosse le 15 juin 2023. Il entre en jeu et les deux équipes se neutralisent (0-0 score final),.